# Finlandia en los Juegos Olímpicos de Berlín 1936
Finlandia estuvo representada en los Juegos Olímpicos de Berlín 1936 por un total de 108 deportistas que compitieron en 14 deportes.  
El portador de la bandera en la ceremonia de apertura fue el atleta Akilles Järvinen.

## Medallistas
El equipo olímpico finlandés obtuvo las siguientes medallas:
| Nombre | Deporte            | Competición                  |
| --- | ------------------ | ---------------------------- |
| Oro |                    |                              |
| Gunnar Höckert | Atletismo          | 5000 m M                     |
| Ilmari Salminen | Atletismo          | 10 000 m M                   |
| Volmari Iso-Hollo | Atletismo          | 3000 m con obstáculos M      |
| Sten Suvio | Boxeo              | Wélter (66,5 kg) M           |
| Ale Saarvala | Gimnasia artística | Barra fija M                 |
| Lauri Koskela | Lucha grecorromana | 66 kg M                      |
| Kustaa Pihlajamäki | Lucha libre        | 61 kg M                      |
| Plata |                    |                              |
| Lauri Lehtinen | Atletismo          | 5000 m M                     |
| Arvo Askola | Atletismo          | 10 000 m M                   |
| Kaarlo Tuominen | Atletismo          | 3000 m con obstáculos M      |
| Sulo Bärlund | Atletismo          | Peso M                       |
| Yrjö Nikkanen | Atletismo          | Jabalina M                   |
| Aarne Reini | Lucha grecorromana | 61 kg M                      |
| Bronce |                    |                              |
| Volmari Iso-Hollo | Atletismo          | 10 000 m M                   |
| Kalervo Toivonen | Atletismo          | Jabalina M                   |
| Martti Uosikkinen Heikki Savolainen Mauri Noroma Ale Saarvala Esa Seeste Ilmari Pakarinen Einari Teräsvirta Eino Tukiainen | Gimnasia artística | Concurso completo por eqs. M |
| Eino Virtanen | Lucha grecorromana | 73 kg M                      |
| Hermanni Pihlajamäki | Lucha libre        | 66 kg M                      |
| Hjalmar Nyström | Lucha libre        | 87 kg M                      |